# CL Большого Пса
CL Большого Пса (лат. CL Canis Majoris) — одиночная переменная звезда в созвездии Большого Пса на расстоянии (вычисленном из значения параллакса) приблизительно 4299 световых лет (около 1318 парсеков) от Солнца. Видимая звёздная величина звезды — от более +13,5m до +11,4m.

## Характеристики
CL Большого Пса — красная пульсирующая переменная звезда, мирида (M).